# Basset alemão da Vestfália
A basset alemão da Vestfália[Nota] (em alemão:  Westfälische dachsbracke) é uma raça desenvolvida para caças mais lentas e próximas ao chão inspirada nos cães de pernas curtas franceses. Sua origem, embora pareça remontar à Idade Média, devido à apresentação de gruvas da época, é datada apenas de 1886, quando descrito e nomeado. Oriundo de cruzamentos entre dachshunds e sabujos com mutações genéticas que os deixavam com as pernas mais curtas, era utilizado para caçar de lebres a javalis, já que seu reduzido tamanho era vantajoso para aproximidades com as presas. Entre as principais características de sua personalidade, estão a obediência e o companheirismo, além do adestramento ser classificado como fácil.